# Cochinkina
Cochinchina (vietnamesisk: Nam Kỳ; khmer: កម្ពុជាក្រោម Kampuchea Krom; fransk: Cochinchine; engelsk: Cochin China) er en historisk region, som udgør den sydlige tredjedel af Vietnam, hvor den største by er Ho Chi Minh-byen (khmer: Prey Nokor, tidligere Saigon). Blandt vietnameserne kaldes det som må menes med Cochinkina for Nam Bộ, som betyder "det sydlige grænseland".
Det område var fransk koloni fra 1862 til 1954. Den senere stat Sydvietnam blev oprettet i 1954 ved at kombinere Cochinchina med det sydlige Annam (et fransk protektorat). På vietnamesisk blev denne region kaldt Nam Bộ. Historisk blev den kaldt Gia Định (1779–1832), Nam Kỳ (1834–1945), Nam Bộ (1945–1948), Nam phần (1948–1956), Nam Việt (1956–1975), og senere Miền Nam. På fransk blev den kaldt for la colonie de Cochinchine.

## Etymologi
Cochinkina (Cochin-china) er det gamle navn for regionen og den franske koloni i det sydlige Vietnam. Dets ophav er fransk, afledt fra Ko-chen, en portugisisk forvrængning af ukendt betydning. Tilføjelsen "China" blev lagt til for at adskille navnet fra byen og havnen Kochi (stavet Cochin på engelsk) i det sydvestlige Indien. Sidstnævnte er tamil, muligvis afledt fra koncham, "lille", en henvisning til floden der.
Tidligere dækkede betegnelsen et geografisk område, som tillige omfattede dele af nutidens Kambodja. Endnu tidligere var det betegnelsen for det centrale og nordlige Vietnam.
Det første navn, man kender for Vietnam, er Jiaozhi (交趾; pinyin: Jiāozhǐ, Vietnamesisk: Giao Chỉ). Det var det navn, som dets kinesiske herskere brugte. Det er et navn med rødder i legendernes verden: Jiaozhi eller Giao Chi skulle have været et rige syd for "de fem bjergkæder" på Sanhuangwuditiden.
I 111 f.Kr. blev Jaozhi-kommandanturet oprettet af det hankinesiske Wudi-styre. Kineserne oprettede samtidigt to andre kommandanturer i det vietnamesiske område: Jiuzhen og Ri'nan. I 939 udråbte Ngô Quyền sig til konge over Cochinriget, og med det begyndte Ngo-dynastiet.
Det var portugiserne som i 1530'erne skabte betegnelsen Cochinkina, og med det mente de sandsynligvis hele Vietnam, det nordlige og mellemste Vietnam. Ordet var afledt af det kinesiske Jiaozhi, som portugiserne gengav som Caochi eller Cochin. Men da der i det portugisiske imperium allerede fandtes en portugisisk koloni ved navn Cochin (en havneby i det sydlige Indien), blev Kina tilføjet for at undgå forveksling.
Under franskmændenes kolonistyre blev navnet Cochinchine med Saigon (Ho Chi Minh-byen) som hovedstad. De to andre dele af Vietnam kaldte franskmændene Annam og Tonkin.

## Beliggenhed og grænser
Området strakte sig mellem 8° 25’ (Kap Kambodja) og 11° 30’ n. br. samt 100° 10’ og 102° 50’ ø. l. Arealet var omkring 60.000 km2.
Området var overvejende et lavtliggende alluvialland, gennemskåret af floderne Mekong og Donai. En mindre højderyg langs denne flod dannede overgangen til det mod oversvømmelser beskyttede område i nordøst, hvor Ba-dinh, landets eneste bjerg, nåede en højde af 500 m.

## Klima
Europæernes værste fjende var klimaet, som forenede tropisk hede med stærk fugtighed. Orkaner hørte under regntiden (maj–oktober) til vilkårene.

## Arealanvendelse og næringsliv
Delta-øerne dannede ypperlige rismarker; i landets indre fandtes store græsbevoksede sletter, hvis frugtbare jord dog kun i ringe udstrækning var opdyrket. Øst for Donai producerede landet indigo, tobak, sukker, bomuld, hamp og majs.
Skovene dækkede 800.000 hektar.
Industrien indskrænkede sig til silkeavl og indvinding af havsalt.
Handelen var i hurtig udvikling. Den vigtigste eksportvare var ris (i 1876 udførtes for 34 mio. frcs), derefter bomuld, peber, sukker og silke.
Hovedstaden, Saigon, havde den vigtigste havn; to andre havne, Hatien og Rachgia, lå ved Siam-bugten.
Telegrafliniernes længde var 2.000 km., hvortil kom et underhavskabel som forenede landet med Singapore og et med Hong-Kong.

## Demografi
Befolkningen udgjorde i 1880 over 1½ mio., hvoraf 1.366.000 annamiter, 58.000 kinesere og ca. 2.000 europæere. I 1894 skønnedes befolkningen at være 2.035.457 indbyggere, af hvilke 2.427 franskmænd, 279 andre europæere, 58.800 kinesere, resten annamiter (1,75 mill.).
Antallet af indfødte katolske kristne udgjorde omkring 60.000.

## Administrativ inddeling
Den tidligere provinsinddeling blev ophævet i 1876, da 4 forvaltningsområder indrettedes: Saigon, Myto, Vinh-long og Bassak, underinddelt i 19 arrondissement.
Til Fransk Cochinkina henregnedes tillige den omkring 150 km. fra kysten beliggende ø Pulo Condor, som Frankrig erhvervede sig i 1862.
Kolonien lød fra 1888 under generalguvernøren for Fransk Indokina, som sammen med det høje råd bestemte budgette. Forvaltningen blev nu ledet af en viceguvernør, bistået af en generalsekretær, et hemmeligt råd (bestående af generalsekretæren, officerer over tropperne og marinen samt nogle andre embedsmænd) og et koloniråd med 14 medlemmer, hvoraf 6 blev valgte ved almene valg blandt alle franske kolonister, 2 af handelskammeret og 6 var indfødte. Kolonien var nu inddelt i 21 arrondissementer, fordelte på 4 provinser og forvaltede af inspektører eller "administrateurs des affaires indigénes".

## Historie
Området udgjorde en del af kongeriget Kambodja, til det blev erobret af annamiterne i 1689. Franskmændene ankom til disse egne i slutningen af det 18. århundrede; men det, som førte til kolonistyrets grundlæggelse, begyndte først fra 1858, da en fransk flåde bombarderede den annamitiske havneby Turan. Traktaten i Saigon den 5. juni 1862 tilkendte Frankrig fuld besiddelsesret til tre provinser; 1867 okkuperedes yderligere tre. Den definitive afståelse af hele området fandt sted i 1874.

## Eksterne Henvisninger
- Nordisk Familjebok, 1800-talsutgåvan, bind 8 (1884), sp. 979-980; opslag: Kochinkina
- Nordisk Familjebok, 1800-talsutgåvan, bind 20 (1899), sp. 1356-1357; opslag: Kochinkin
- Salmonsens Konversationsleksikon, 2. udgave, bind V (1916), s. 91-92; opslag: Cochinchina